# Grondmet
Die Grondmet GmbH & Co. KG ist ein Handelshaus mit Spezialisierung auf den Vertrieb von Legierungen, Metalle und Erze mit Sitz in Düsseldorf-Oberkassel.
Grondmet wurde 1963 in Rotterdam in den Niederlanden gegründet, war seit 1979 aber im hessischen Eisenbach und von 1982 an in Düsseldorf-Oberkassel ansässig. Grondmet gehört zu den größten Händlern für Ferro-Wolfram. Neben dem Ankauf von Ferro-Molybdän arbeitet Grondmet auch Molybdän Oxide in Ferro-Molybdän um. Weitere Produkte, die weltweit gehandelt werden, sind Ferro-Vanadium, Mangan Metall, Wolfram Metall und Chrom Metall. Das Unternehmen vertreibt in Kooperation mit asiatischen Partnern auch die Metalle der Seltenen Erden sowie deren Oxide. Das Handelshaus ist auf dem Vertrieb von Nobellegierungen spezialisiert und beliefert Stahlwerke, Gießereien und Forschungseinrichtungen weltweit.
Seit 2009 betreibt Grondmet ein Büro in Peking. Seit 2013 betreibt das Unternehmen ein Joint Venture in der chinesischen Provinz Liaoning, das sich mit der Produktion und dem Handel verschiedener Rohstoffe für die Stahl- und Chemieindustrie in China und Asien befasst.